# Racibórz
Racibórz [rat ͡ɕibuʂ] (tiếng Đức: Ratibor, tiếng Séc: Ratiboř) là một thị xã ở miền nam Ba Lan với dân số 60.218 người (năm 2006) thuộc tỉnh Silesia (từ năm 1999), trước đây thuộc tỉnh Katowice (1975-1998). Đây là thủ phủ của hạt Racibórz.
Tên gọi Racibórz tên có nguồn gốc Slavic và xuất phát từ tên của công tước Racibor, người sáng lập của thành phố.
Cho đến cuối thế kỷ thứ 5, các vùng đất của Racibórz là nơi định cư của bộ lạc Silinger Đông Đức.
RTP Unia Raciborz,(Ekstraliga),(Ekstraliga Kobiet).

## Kết nghĩa
Racibórz kết nghĩa với:
| - Kaliningrad, Nga - Kędzierzyn-Koźle, Ba Lan - Leverkusen, Đức - Opava, Cộng hòa Séc | - Roth bei Nürnberg, Đức - Tysmenytsia, Ukraina - Wrexham, Wales |